# 福島県道370号上野尻停車場線
福島県道370号上野尻停車場線（ふくしまけんどう370ごう かみのじりていしゃじょうせん）は、福島県耶麻郡西会津町を通る一般県道である。

## 路線概要
- 起点：福島県耶麻郡西会津町上野尻字太田（JR磐越西線 上野尻駅出口南側）
- 終点：福島県耶麻郡西会津町上野尻字江向
- 総延長：1.131km[1]
  - 実延長：総延長に同じ
- 路線認定年月日：1973年3月23日[2]

## 通過する自治体
- 福島県
  - 耶麻郡西会津町

## 接続・交差する道路
- 国道49号

## 沿線
- JR磐越西線 上野尻駅
- 群岡郵便局